# Toporzyk (powiat wałecki)
Toporzyk – wieś w Polsce położona w województwie zachodniopomorskim, w powiecie wałeckim, w gminie Mirosławiec.
W latach 1975–1998 miejscowość należała administracyjnie do województwa pilskiego.
Według Narodowego Spisu Powszechnego Ludności i Mieszkań z 2021 roku liczba ludności we wsi Toporzyk to 36 z czego 44,4% mieszkańców stanowią kobiety, a 55,6% ludności to mężczyźni. Miejscowość zamieszkuje 0,7% mieszkańców gminy